# Daniela Seggiaro
Daniela Seggiaro (Salta, 1979) é uma cineasta argentina.
Formou-se na Universidade de Buenos Aires. Seu longa-metragem de estreia, Nosilatiaj. La Belleza, ganhou o prêmio da Federação Internacional de Críticos de Cinema (Fipresci) no Festival do Rio de 2012. O filme conta a história de uma adolescente indígena, da etnia Wichi, que trabalha como empregada doméstica.